# 梁美京
梁美京（韓語：양미경，1961年7月25日—），韓國女演員。
現任仁德大學（Induk Institute of Technology）放送演藝學系教授。2009年2月20日，她從花町內縣道社會福祉大學社會福祉學系畢業，取得學士學位。2011年8月，從西江大學映像大學院映像藝術學碩士班畢業，取得碩士學位。

## 經歷
1984年，梁美京出演第一部作品《風風風》，同年在演員韓振熙與丁雲姬主演的電影《相愛的人》中擔任配角。
1987年，梁美京經歷“漢江事件”，拍攝電視劇過程中她因錯誤的騎腳踏車而落入漢江，險些遇難。
90年代，梁美京出演了《美麗的挑戰》、《火花》等多部電視劇和電影。由於她演戲投入，能恰如其分地演活劇中的主人公，因此被人稱為“韓國林青霞”。
2003年，扮演韓劇《大長今》中的韓尚宮角色而讓梁美京再登事業高峰。《大長今》在亞洲各國熱播，其中梁美京在裡面是演長今的老師，總是給他正確嚴厲的指導，但在劇情中期被陷害，後來流放過程中死亡。他憑此劇拿下MBC演技大賞女演員特別演技賞2004年、第40屆百想藝術大賞女子人氣賞
2005年，出演央視八套熱播的韓劇《加油！金順》，劇中梁美京一改往日溫柔婉約的形象，飾演一位對兒女管教嚴厲、又體弱多病的母親，拋女害子的“壞媽媽”角色。
2007年，梁美京來華在天橋劇院舉行的“2007慶祝中韓建交15周年中韓交流年閉幕式演出”活動上擔任主持，中韓兩國領導人共同出席。 同年她飾演了PBC《姜完淑》中的女主角，講述了身為貴族閨秀的姜完淑最初由佛教徒轉變為天主教徒，從韓國第一位女信友積極參與傳教工作直至最終以身殉職的傳記故事。
2011年，她在MBC《再見雷普利小姐》中飾演朴有天之母，在男主9歲時去世。
2012年，梁美京在MBC《擁抱太陽的月亮》飾演貞敬夫人，他在裡面是一位充滿母愛的媽媽。同年又與李德華合作，在MBC《MayQueen》飾演金美熙。最終她憑藉這兩部作品中的表現榮獲該年MBC演技大賞的黃金演技獎。
2013年6月22日到7月14日，梁美京在漢城大學路東崇藝術中心舉行的演出話劇《海鷗》。這部話劇是她出道後首次登上話劇舞台的作品。
2014年，在MBC家庭周末劇《來了！張寶利》中再次與韓振熙共同合作參演。劇中飾演女主的大伯母，男主的小姨。
2016年7月11日，主持西歸浦文化企劃研究所舉辦的“幸福的古典旅行音樂會”。
2016年11月28日，在KBS日日劇《閃耀的恩秀》中飾演恩秀的母親朴妍美。

## 個人生活
1987年，梁美京拍攝一場騎腳踏車的戲，結果一不留神掉進了旁邊的漢江，周圍站了很多人卻只有一個男人勇敢地跳進江里，把她救了上來，他就是導演助理許成龍。兩人也因此結緣。

## 演出作品

### 電視劇
- 1988年：KBS《哇哇嘿 哇哇嘿》
- 1989年：KBS《一半失敗》
- 1993年：MBC《姊妹們》
- 1997年：KBS2《婚紗（朝鲜语：웨딩드레스 (드라마)）》
- 2000年：SBS《火花》飾演 智賢的大嫂
- 2001年：MBC《那道陽光照向我》
- 2002年：KBS《人生畫報》
- 2003年：MBC《大長今》飾演 韓尚宮
- 2005年：MBC《直指》
- 2005年：MBC《加油！金順》飾演 金英玉
- 2005年：MBC《第五共和國》飾演 南韓總統朴正熙夫人陸英修
- 2007年：SBS《王與我》飾演 貞熹王后尹氏
- 2007年：PBC《姜完淑》（特別劇）飾演 姜完淑
- 2010年：MBC《蒲公英家族》飾演 金淑京
- 2010年：MBC《主婦金光子第三活動》（單元劇）飾演 金光子
- 2011年：MBC《伙伴》飾演 貴童生母
- 2011年：MBC《Miss Ripley》飾演 坂本明子
- 2012年：MBC《擁抱太陽的月亮》飾演 貞敬夫人 申氏
- 2012年：MBC《May Queen》飾演 李今熙
- 2013年：KBS《漂亮男人》飾演 金美淑
- 2014年：MBC《來了！張寶利》飾演 宋玉秀
- 2015年：SBS《假面》飾演 姜玉珣
- 2016年：KBS《閃耀的恩秀》飾演 朴妍美
- 2018年：TV朝鮮《大君－繪製愛情》飾演 大妃沈氏
- 2020年：KBS《秘密的男人》飾演 李慶惠
- 2021年：KBS《國家代表妻子》飾吳長今

### 電影
- 1985年：《火種》
- 1998年：《失樂園》
- 2000年：《真實的遊戲》（又譯：真實的較量、娛樂真相）
- 2003年：《The Crescent Moon》
- 2009年：《金氏漂流記》（客串）

## 廣告代言
- 1981 Dongsung Pharmaceutical女性染髮劑
- 1985 三進製藥（Baby Safe, Gevorin）
- 1986 ~ 1988樂天火腿
- 1989 Yuhan-Kimberly Viva
- 1992年東和醫藥Fucidin（與羅文姬）
- 1992年第一產業送貨上門服務（與宋永昌）
- 1993 LG 家庭和保健品藏紅花
- 1993 Dongsuh Foods Dongseo大麥茶
- 1993 Virak Virak Sikhye*Sujeonggwa
- 1994年東陽魔幻瀑布吹洗衣機
- 1995農心申拉麵
- 1995農心蕎麥麵
- 2002 Taehwa Latex太和橡膠手套
- 2003 Sahmyook食品黑芝麻豆漿（調整出現）
- 2003年老師紅筆
- 2004 Dongseo Food Maxim Coffee Mix（與金正恩合作）
- 2004東國製藥Insadol
- 2004 Daewoong Pharmaceutical Bease博士
- 2004東陽火災（與甄美里）
- 2004韓國氣體安全公社
- 2004 Ottogi Ottogi 大米
- 2006 Ottogi Ottogi 大米
- 2006 Ottogi老牛骨貢糖
- 2007 Ottogi薑黃飯
- 2007 Ottogi Ottogi 餃子
- 2007 Inkel Art Will 家庭影院
- 2012年三星製藥阿斯利姆
- 2015太極藥多米娜霜

## 電台節目
- 2011年：PBC《多元化特集 梁美京 我們像彩虹 （页面存档备份，存于）》
- 2009年至2011年：PBC《신신우신 - 梁美京 時光筆記 （页面存档备份，存于）》
- 2005年至2006年：PBC《梁美京 通向您的路[]》
- 2001年至2002年：TBS《양미경의 노래마을》

## 獲獎
- 2003年: MBC演技大賞－女演員特別演技賞(大長今)
- 2004年: 第40屆百想藝術大賞－女子人氣賞(大長今)
- 2012年：MBC演技大賞－女子黃金演技獎（擁抱太陽的月亮、May Queen）